# Ivan Vazov
Ivan Vazov (27. června 1850, Sopot – 22. září 1921, Sofie) byl bulharský básník, prozaik, dramatik, publicista a buditel.

## Dětství
Narodil se v malém městečku Sopot v centrální části Bulharska, v rodině obchodníka. Ve svém rodišti také navštěvoval základní školu, kde již jako malé dítě projevil zájem o literaturu, pod vlivem svého učitele, ruského rodáka Partineje Belčeva. Nejvíce ho zaujala ruská poezie. V roce 1865 přešel do školy v nedalekém městě – Kalofer. Na místní škole jej vyučoval otec významného bulharského básníka Christo Boteva. Zde se seznámil s díly ruských a francouzských klasiků. Četba evropských klasiků se významným způsobem podílela na Vazovově názorovém vývoji. V roce 1866 začal studovat plovdivské gymnázium, kde se naučil francouzský jazyk, navzdory místní konvenci učit se turecky, nebo řecky. Zde se mu dostala do rukou originální vydání díla Victora Huga.

## Literární začátky
Navzdory jeho zájmu o literaturu si jeho otec přál, aby se věnoval obchodu. Vyhověl přání svého otce, ale o obchodnické záležitosti nejevil žádný zájem, do obchodních záznamů si dokonce během pracovního dne zaznamenával své lyrické postřehy. Přestože matka měla pro svého syna pochopení, otec trval na svém a poslal jej do Rumunska, aby se učil obchodu. Tam, daleko od otcova vlivu, se věnoval především literární činnosti, seznamoval se s rumunskou literaturou, četl rumunské literární noviny – Svoboda (Bulharsko bylo v této době tureckým vazalem), ve kterých mu také vyšly jeho první básně.

## Životní tragédie
Po návratu do vlasti se stal krátce učitelem. V roce 1875 se vrátil do svého rodného města, kde se zapojil do protitureckého odboje. Po nepovedeném starozagorském povstání čelil hrozbě perzekuce a odjel opět do Rumunska. Zde mu vyšly první básnické sbírky. V jeho rodišti však došlo k největší tragédii, Turci vyplenili celé město a zabili Vazovova otce.

## Návrat zpět do vlasti
V roce 1878 se vrátil zpět do vlasti, kde probíhala snaha o osvobození Bulharska od turecké nadvlády. Zapojil se do kulturní a osvětové činnosti. Založil první bulharský literární časopis – Zora, a spolu s dalšími autory napsal první dvousvazkovou bulharskou encyklopedii. Kromě toho se věnoval publicistické činnosti; sdílel sympatie s odbojem a nabádal Bulhary k hrdinskému boji. Po dalším neúspěšném povstání v roce 1886 mu opět hrozilo vězení, proto znovu opustil svoji rodnou zem. Tentokrát nalezl útočiště v tehdy ruské Oděse. Zde napsal své nejvýznamnější dílo – rozsáhlý román Pod jařmem, ve kterém se pustil do kritiky bulharské povahy; burcoval k odvaze a zodpovědnosti za osud vlasti, pozdějšími vykladači jeho díla získal punc „svědomí národa“. Román byl přeložen do třiceti jazyků, včetně češtiny.

## Život v osvobozeném Bulharsku
Po opětovném návratu do Bulharska se stal členem vlády, zastával funkci ministra kultury. Napsal román Nová země a jako významná morální autorita státu tvrdě kritizoval balkánské války v letech 1912–1918 a bulharskou účast v 1. světové válce na straně Německa. V tomto období vyšla jeho sbírka povídek i několik básnických sbírek, ve kterých reflektoval dobu na začátku 20. století. V roce 1921 mu byl udělen titul Národní básník, o několik měsíců později zemřel.
Jeho jméno nese Bulharské národní divadlo.

## Význam díla
- významný vliv na „evropizaci“ bulharské kultury
- láska k rodné vlasti a celému balkánskému regionu
- boj za svobodu Bulharska
- vyzdvihování hrdinských činů a kritika malosti
- snaha upozornit na nezájem „západní Evropy“ o problémy balkánského poloostrova
- kritika soudobého morálního a sociálního úpadku (esej: Jen se podívejte!)

### Nejvýznamnější díla
- Poezie: Balkánské písně, Prokletí
- Próza: Pod jařmem, Nová země